# Колоколов, Руслан Николаевич
Руслан Николаевич Колоколов (укр. Руслан Миколайович Колоколов; род. 11 марта 1966, Киев) — советский и украинский футболист, игравший на позиции защитника. Мастер спорта СССР (1986).

## Биография
Воспитанник футбольной школы киевского «Динамо», первый тренер — Вадим Соснихин. В 1983—1987 годах выступал за дублирующий состав киевлян, в 1987 году провёл 3 игры за команду в Кубке Федерации футбола СССР. С 1988 года — игрок харьковского «Металлиста». В составе харьковского клуба провёл 5 лет, вместе с командой выиграл Кубок СССР, правда получив травму в финале. Сыграл 2 матча в Кубке обладателей Кубков УЕФА 1988/1989
После распада СССР перешёл в краковскую «Вислу», но отправился в аренду в «Иглупол» из Дембицы, за который выступал на протяжении года. В 1993 году вернулся на родину и стал игроком шепетовского «Темпа», в составе которого дебютировал в Высшей лиге чемпионата независимой Украины. Проведя полтора сезона в Темпе, в 1994 году перешёл в кировоградскую «Звезду-НИБАС», а в начале в 1995 года — в запорожский «Металлург». В 1996—1997 годах провёл сезон в криворожском «Кривбассе», после чего вернулся в «Металлист». За харьковчан выступал на протяжении двух лет, играя как за основную команду, так и за фарм-клуб «Металлист-2» во Второй лиге. В 2000 году завершил карьеру игрока.
Окончил Харьковский институт физкультуры (кафедра футбола и хоккея). По завершении выступлений работал тренером и селекционером в футбольных клубах «Металлист», «Харьков» и «Металлист 1925», а также администратором юношеской команды «Металлиста». Был шурином Виктора Яловского.

## Достижения
- Обладатель Кубка СССР: 1987/1988
- Чемпион IX Спартакиады народов СССР 1986